# Huangbao (köpinghuvudort i Kina, Hubei Sheng, lat 31,83, long 111,34)
Huangbao (kinesiska: 黄堡, 黄堡镇) är en köpinghuvudort i Kina. Den ligger i provinsen Hubei, i den centrala delen av landet, omkring 310 kilometer nordväst om provinshuvudstaden Wuhan. Antalet invånare är 21 649. Befolkningen består av 9 869 kvinnor och 11 780 män. Barn under 15 år utgör 10,0 %, vuxna 15-64 år 74 %, och äldre över 65 år 14,0 %.
Runt Huangbao är det ganska tätbefolkat, med 86 invånare per kvadratkilometer. Huangbao är det största samhället i trakten. I omgivningarna runt Huangbao växer i huvudsak blandskog.
Genomsnittlig årsnederbörd är 1 119 millimeter. Den regnigaste månaden är augusti, med i genomsnitt 204 mm nederbörd, och den torraste är december, med 12 mm nederbörd.